# David Oberhauser
David Oberhauser (sinh ngày 29 tháng 11 năm 1990) là cựu cầu thủ bóng đá chuyên nghiệp người Pháp từng thi đấu ở vị trí thủ môn.

## Sự nghiệp thi đấu
Vào ngày 30 tháng 8 năm 2021, anh ta quay trở lại Metz bằng bản hợp đồng có thời hạn 2 năm.
Vào ngày 29 tháng 8 năm 2022, Oberhauser chuyển đến Boulogne.